# 제30회 대종상
제30회 대종상의 시상식에 관한 내용이다.

## 수상 및 후보

### 최우수작품상
- 개벽 - 춘우영화사 수상

### 감독상
- 사의 찬미 - 김호선 수상

### 시나리오상
- 사의 찬미 - 임유순 수상

### 남우주연상
- 개벽 - 이덕화 수상

### 여우주연상
- 사의 찬미 - 장미희 수상

### 남우조연상
- 사의 찬미 - 이경영 수상

### 여우조연상
- 명자 아끼꼬 쏘냐 - 이혜영 수상

### 신인남자배우상
- 장군의 아들2 - 신현준 수상

### 신인여자배우상
- 천국의 계단 - 이아로 수상

### 신인감독상
- 걸어서 하늘까지 - 장현수·이 만 수상

### 촬영상
- 사의 찬미 - 이성춘 수상

### 편집상
- 걸어서 하늘까지 - 김 현 수상

### 조명상
- 개벽 - 차정남 수상

### 음악상
- 명자 아끼꼬 쏘냐 - 김정길 수상

### 의상상
- 사의 찬미 - 김영주·하용수 수상

### 미술상
- 개벽 - 도용우 수상

### 기획상
- 명자 아끼꼬 쏘냐 - 김지미 수상

### 각색상
- 걸어서 하늘까지 - 곽지균 수상

### 녹음상
- 사의 찬미 - 김경일 수상

### 공로상
- 김태수·이우석 수상

### 신인상
- 뻘 - 박현국(기술상) 수상

### 우수작품상
- 사의 찬미 - 극동스크린 수상

### 특별상
- 천국의 계단 - 서홍의 수상
- 사의 찬미 - 김철석 수상
- 개벽 - 주상호(연기상) 수상
- 나는 너를 천사라고 부른다 - 전 숙(연기상) 수상